# Frederick Wiseman
Frederick Wiseman (Boston, 1º gennaio 1930) è un regista, produttore cinematografico, montatore e ingegnere del suono statunitense.
Affermato documentarista, i suoi lavori sono "dedicati principalmente all'esplorazione delle istituzioni americane".

## Biografia

### Formazione
Laureato in legge, tra il 1954 e il 1956 entra nell'esercito americano, dopodiché spende alcuni anni a Parigi prima di ritornare nuovamente negli Stati Uniti per insegnare legge alla Boston University. Appena dopo il concorso forense si dedica totalmente all'attività di documentarista.

### Metodo di lavoro
Nel 1963 Wiseman produce il lungometraggio The Cool World e successivamente, nel 1969 Titicut Follies, quest'ultimo girato all'interno di un ospedale psichiatrico del Massachusetts. Il canone stilistico di Wiseman si rifà al concetto di cinema di osservazione, anche se, a suo avviso, i suoi film sono più delle elaborazioni di un'esperienza personale e non ritratti ideologicamente oggettivi dei suoi soggetti. Nelle interviste, Wiseman ha sottolineato che i suoi film non sono e non possono essere imparziali. Nonostante l'inevitabile pregiudizio che viene introdotto nel processo di "realizzazione di un film", sente ancora di avere determinati obblighi etici riguardo al modo in cui interpreta gli eventi.

## Vita privata
Sposatosi nel 1955 con l'accademica Zipporah Batshaw, di cui è rimasto vedovo nel 2021, Wiseman ha due figli: David e Eric.

## Filmografia

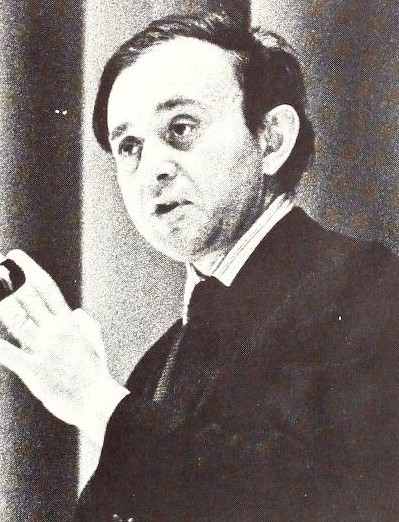
Frederick Wiseman all'Università del Kansas nel 1971.

### Regista
- The Cool World (1963) (solo produttore)
- Titicut Follies (1967)
- High School (1968)
- Law and Order (1969)
- Hospital (1970)
- I Miss Sonia Henie (1971)
- Basic Training (1971)
- Essene (1972)
- Juvenile Court (1973)
- Primate (1974)
- Welfare (1975)
- Meat (1976)
- Canal Zone (1977)
- Sinai Field Mission (1978)
- Manoeuvre (1979)
- Seraphita's Diary (1980)
- Model (1980)
- The Store - Grandi magazzini (The Store) (1983)
- Racetrack (1985)
- Multi-Handicapped (1986)
- Deaf (1986)
- Adjustment and Work (1986)
- Missile (1987)
- Blind (1987)
- Near Death (1989)
- Central Park (1989)
- Aspen (1991)
- Zoo (1993)
- High School II (1994)
- Ballet (1995)
- La Comédie-Française ou L'amour joué (1996)
- Public Housing (1997)
- Belfast, Maine (1999)
- Domestic Violence (2001)
- La Derniere lettre / The Last Letter (2002)
- Domestic Violence 2 (2002)
- The Garden (2005)
- State Legislature (2006)
- La Danse (2009)
- Boxing Gym (2010)
- Crazy Horse (2011)
- At Berkeley (2013)
- National Gallery (2014)
- In Jackson Height (2015)
- Ex Libris - The New York Public Library (2017)
- Monrovia, Indiana (2018)
- City Hall (2020)
- Un couple (2022)
- Menus-Plaisirs - Les Troisgros (2023)

### Attore
- I figli degli altri (Les Enfants des autres), di Rebecca Zlotowski (2022)
- Vie privée, regia di Rebecca Zlotowski (2025)

## Doppiatori italiani
- Oliviero Corbetta ne I figli degli altri

## Premi e riconoscimenti
- Mostra internazionale d'arte cinematografica
  - 2014 - Leone d'oro alla carriera
  - 2017 - Candidatura al Leone d'oro al miglior film per Ex Libris: The New York Public Library
  - 2022 - Candidatura al Leone d'oro al miglior film per Un couple

- Premio Oscar
  - 2017 - Oscar alla carriera